# Double Dealer
Double Dealer (jap. ダブル・ディーラー, daburu dīrā) war eine japanische Power-Metal-Band, die im Jahr 2000 von Takenori Shimoyama gegründet wurde. Als eine der wenigen japanischen Bands, die auch in Europa tourten, konnte sie kleine Erfolge bis zur Auflösung im Jahr 2007 feiern.

## Geschichte
Double Dealer gründete sich als All-Star-Projekt der japanischen Hard-Rock- und Metal-Szene. 1998 gaben die beiden Power-Metal-Bands Saber Tiger und Concerto Moon ein gemeinsames Konzert in Tokyo. Daraus entwickelte sich eine tiefe Freundschaft. Als Takao Ozaki 1999 Concerto Moon verließ, beschloss Gitarrist Norifumi Shima ein Soloalbum aufzunehmen. Auf der Suche nach einem geeigneten Sänger fragte er Takenori Shimoyama von Sabre Tiger, der direkt zusagte. Mit der Zeit entwickelte sich das Projekt zu einer gemeinsamen Gruppe, die sich dann den Namen Double Dealer gab. Die Gruppe benannte sich nach dem Deep-Purple-Stück Lady Double Dealer vom Album Stormbringer (1974). Toshiyuki Koike (Keyboards) und Kohsaku Mitani von Concerto Moon, sowie Yoshio Isoda (Schlagzeug) von Sabre Tiger komplettierten schließlich die Gruppe.
Anfang 2000 nahmen Double Dealer ihr selbstbetiteltes Debütalbum auf. Den Background-Gesang übernahmen Manabu Takaya und Tatsuya Nakamura von der befreundeten Band Blindman. Das Album wurde in Japan ein Erfolg und führte die Gruppe auch für ein Konzert nach Frankreich.
Das zweite Album Deride at the Top erschien 2001 und bot ebenso wie der Vorgänger traditionellen Power Metal mit Speed-Metal-Elementen im Stile von Loudness und Ezo. Ebenso sind Sologitarristen wie Uli Jon Roth, Ritchie Blackmore und Yngwie Malmsteen Hauptinspirationsgeber für die Gruppe. Mit Time to Die befindet sich auch eine Neuauflage eines Concerto-Moon-Stückes auf dem Tonträger. Nach einer längeren Pause erschien 2005 das Studioalbum Fate & Destiny, gefolgt von einer Live-CD eines Gigs in Osaka und einer Konzert-DVD, die in Tokyo aufgenommen wurde. Alle Alben wurden in Europa über das Metal-Label Limb Music verkauft.
Das bis dato letzte Studioalbum Desert of Lost Souls ist in Europa bisher noch nicht erschienen und nur als Import-CD verfügbar. 2007 löste sich die Gruppe auf.

## Diskografie
- 2000: Double Dealer (Album)
- 2001: Deride at the Top (Album)
- 2005: Fate & Destiny (Album)
- 2006: Fate & Destiny Tour 2005 Live in Osaka (Livealbum)
- 2006: Fate & Destiny Tour 2005 Live in Tokyo (Videoalbum)
- 2007: Desert of Lost Souls (Album)